# Bolesław Sztobryn
Bolesław Sztobryn (ur. 28 maja 1871 we wsi Włostowice, zm. 7 lipca 1926 w Berdyczowie) – polski duchowny katolicki, działacz polityczny, społecznik, członek Tymczasowej Rady Stanu w Królestwie Polskim.

## Biogram
Syn Andrzeja i Urszuli z Borków. W roku 1884 ukończył szkołę powszechną w Janowcu. W latach 1884–1889 uczył się w gimnazjum klasycznym w Radomiu. W 1889 r. podejmuje naukę w Sandomierskim Seminarium Duchownym. Bardzo wysoko cenił sobie życie rodzinne czego dowodem była opieka nad siostrą, która przebywała z nim na plebanii w Wierzbniku oraz nad młodszym bratem Konradem, późniejszym podróżnikiem, legionistą Legii Cudzoziemskiej i uczestnikiem I wojny światowej. Na kapłana został wyświęcony w wieku 23 lat przez biskupa ordynariusza diecezji sandomierskiej J.E. Antoniego Sotkiewicza w dniu 15 sierpnia 1894 r.
Pracował kolejno jako wikariusz w parafiach Cerekiew w powiecie radomskim, w parafii św. Jana w Radomiu, był proboszczem parafii w Bukównie w powiecie radomskim i jednocześnie administratorem w sąsiedniej parafii w Radzanowie, proboszczem w parafii Wierzbnik od 3-06-1912 roku, parafię Odrowąż w dekanacie koneckim objął Bolesław Sztobryn w dniu 25-07-1919.

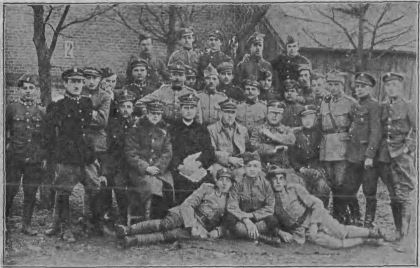
ksiądz Bolesław Sztobryn – jako kapelan armii polskiej

Uczestniczył żywo w ruchu narodowowyzwoleńczym czego  efektem był udział w pracach inaugurującej swoją działalność w styczniu 1917 r. Tymczasowej Radzie Stanu w Królestwie Polskim, w której reprezentował jako delegat biskupa lubelskiego wśród 15 reprezentantów powołanych z obszaru okupacji austro-węgierskiej. Ks. Bolesław Sztobryn uczestniczył w tej uroczystości jako kanonik honorowy Katedry Sandomierskiej. TRSKP wystąpiła z żądaniami, które przekraczały jej uprawnienia, ale wskazywały na kierunek działań związanych z odrodzeniem Polski – m.in. domagano się przejęcia szkolnictwa i sądownictwa Na podstawie zachowanych dokumentów w Archiwum Instytutu J. Piłsudskiego można również wskazać na udział ks. B. Sztobryna w posiedzeniach Komisji Wojskowej TRSKP. Swój mandat w Tymczasowej Radzie Stanu Królestwa Polskiego Bolesław Sztobryn złożył na znak protestu razem z pozostałymi członkami w dniu 26 sierpnia 1917 r.
W wojnie 1920 roku pełnił funkcję kapelana szpitala wojskowego w Równem. Po zwolnieniu ze służby wojskowej wstąpił do zakonu  Karmelitów Bosych w Czernej pod Krakowem i 25 czerwca 1921 r., otrzymał imię zakonne o. Terezjusz od św. Józefa. W 1923 r. został przeniesiony do Wadowic, a następnie po kilku miesiącach do Lublina. 31 grudnia 1923 roku dotarł do klasztoru w Berdyczowie, w którym pozostał do śmierci. Został pochowany na nieistniejącym współcześnie cmentarzu karmelitańskim.

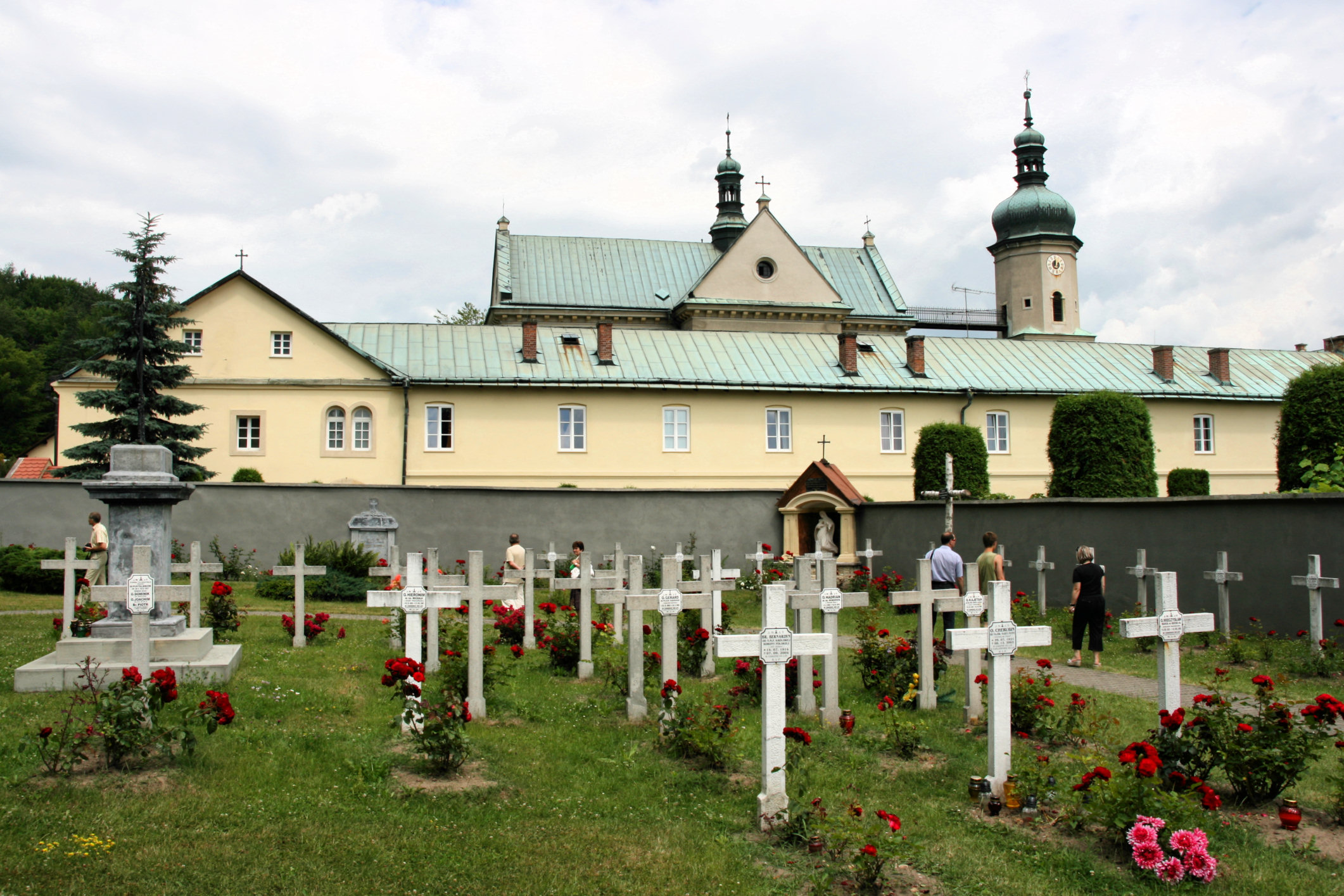
Klasztor Karmelitów bosych w Czernej koło Krakowa

## Bibliografia

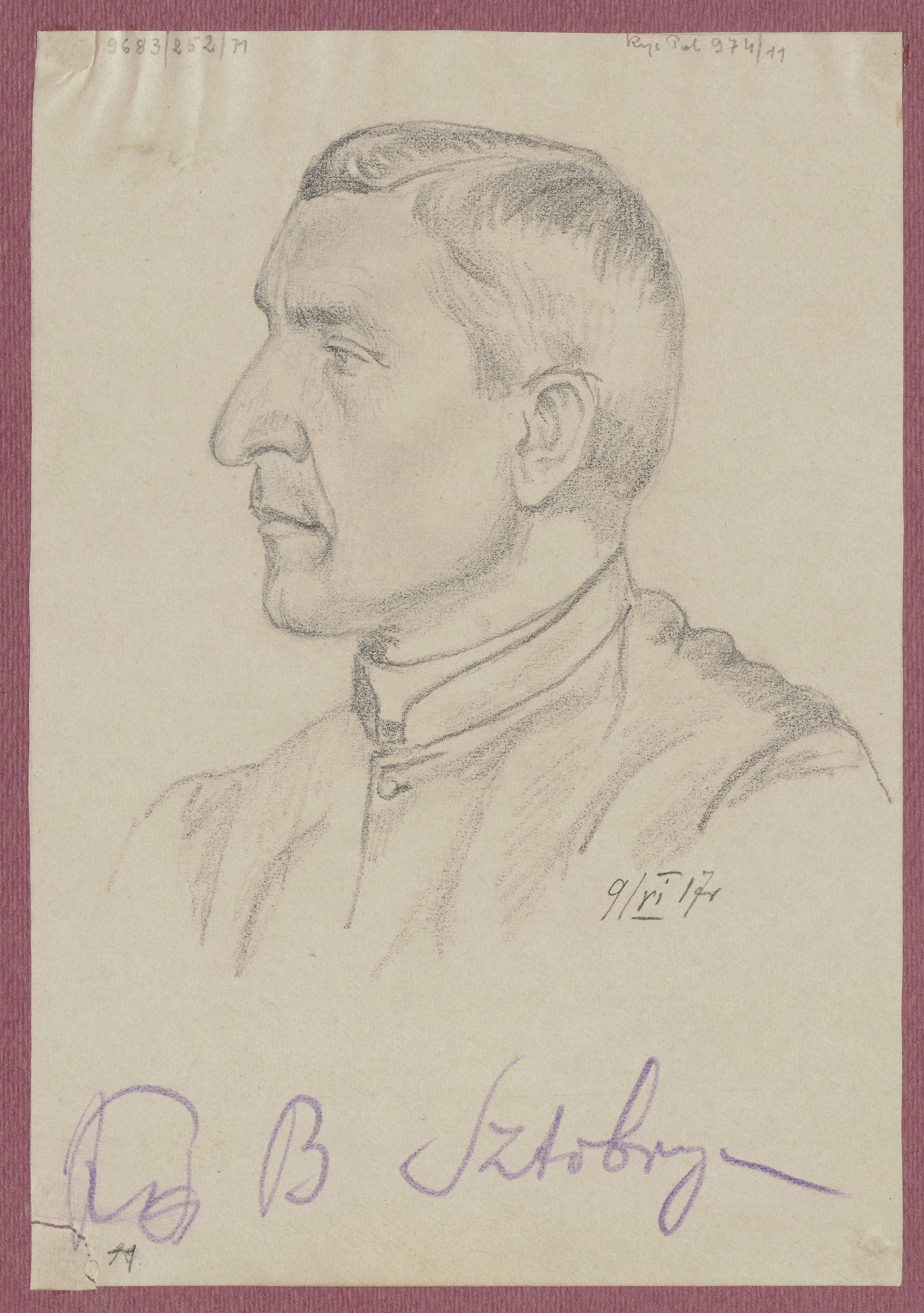
Bolesław Sztobryn członek Tymczasowej Rady Stanu